# 항소기구
WTO 항소기구는 스위스 제네바에 위치한 WTO의 분쟁해결 관련기관이다. 7명으로 구성되어서 WTO 패널 보고서에 대한 항소를 심사한다. 항소 보고서를 작성하며, 이 보고서는 DSB에서 역총의로 채택된다.

## 같이 보기
- DSB
- WTO 패널
- 역총의